# Temnostethus distans
Temnostethus distans – gatunek pluskwiaka z podrzędu różnoskrzydłych i rodziny dziubałkowatych.
Gatunek ten opisany został po raz pierwszy w 1973 roku przez Izjasława Kierżnera. Jako miejsce typowe wskazano okolice Małokurilskoje na Szykotanie w archipelagu Kuryli.
Pluskwiak osiągający od 2,7 do 3 mm długości ciała. Nie występuje u niego polimorfizm skrzydłowy – wszystkie osobniki są długoskrzydłe. Głowa ma czułki zbudowane z czterech podobnych szerokością i owłosieniem członów. Długość szczecinek na członach trzecim i czwartym jest mniejsza niż dwukrotność średnicy tych członów. Trójczłonowa, zakrzywiona kłujka w spoczynku sięga ku tyłowi co najmniej do połowy długości bioder środkowej pary. Przedplecze jest trapezowate z dobrze wykształconą obrączką apikalną wystającą przed jego przednie kąty. Krawędzie boczne przedplecza są między obrączką a przednim płatem wcięte. Kształt tarczki jest trójkątny. Półpokrywy są silnie błyszczące. Przykrywka odznacza się jasną przepaską na endokorium znacznie odsuniętą doogonowo względem jasnej przepaski na egzokorium – cecha ta odróżnia ten gatunek od podobnego cięciela plamorogiego. Wszystkie pary odnóży mają ciemnobrązowe golenie i trójczłonowe stopy. Zatułów ma krawędź tylną ściętą lub lekko zaokrągloną. Odnóża tylnej pary mają szeroko rozstawione biodra. Kanaliki wyporowadzające gruczołów zapachowych zatułowia są proste.
Owad ten preferuje lasy, gdzie bytuje na korze różnych drzew liściastych.
Gatunek palearktyczny, endemiczny dla dalekowschodniej części Rosji, znany wyłącznie z Kuryli i Sachalinu.